# Asjut (muhafaza)
Asjut (arab. أسيوط ة) – prowincja gubernatorska (muhafaza) w Egipcie, w Górnym Egipcie na długości około 120 km wzdłuż Nilu. Zajmuje powierzchnię 25 926 km². Stolicą administracyjną jest Asjut. Według spisu powszechnego w listopadzie 2006 roku populacja muhafazy liczyła 3 444 967 mieszkańców, natomiast według szacunków 1 stycznia 2015 roku zamieszkiwało ją 4 245 215 osób.